# Kétújfalu
Kétújfalu (1940-től 1942-ig: Nagyújfalu, németül: Neudorf, horvátul: Ujfaluba) község Baranya vármegyében, a Szigetvári járásban.

## Fekvése
Szigetvártól 13 kilométerre délnyugatra helyezkedik el. A mai település Magyarújfalu és Németújfalu egyesítésével keletkezett 1940-ben.

### Megközelítése
Legfontosabb közúti megközelítési útvonala a Szigetvárt Sellye térségével (Drávafokkal) összekötő 5808-as út, ezen érhető el mindhárom említett település irányából; Barcs térségével (Daránnyal) az 5809-es út köti össze. A megyeszékhely, Pécs felől Szigetváron át közelíthető meg a legegyszerűbben.

## Elnevezései
Horvátul a település neve a drávakeresztúriak által használt Ujfaluba. Ezenkívül létezett még a barcsiak által használt Ufaluba és a tótújfalusiak által használt Vujfaluba alak is.

## Története
A településen és környékén már az i. e. 4. században is éltek emberek. A kelták Osireat nevű törzse lakta. A honfoglalás korában Botond és Karász népei telepedtek meg itt. 1479-ben[Barcshoz tartozó településnek írták.
A 17. században már két újfalu nevű település volt: Magyar- és Német-Újfalu. 1940-ben egyesült a két község. Nevében először nem volt megegyezés, Nagyújfalunak nevezték, s végül 1942-ben megkapta végleges nevét, a mai Kétújfalut.
A településhez tartozott még Szentmihályfa puszta is.
Az 1950-es megyerendezéssel a korábban Somogy megyéhez tartozó települést a Szigetvári járás részeként Baranyához csatolták.

## Közélete

### Polgármesterei
- 1990–1994: Farkas János (független)[5]
- 1994–1998: Farkas János (független)[6]
- 1998–2002: Farkas János (független)[7]
- 2002–2006: Kis János (MSZP)[8]
- 2006–2010: Kis János (MSZP)[9]
- 2010–2014: Karsa Tibor (Fidesz-KDNP)[10]
- 2014–2019: Klózer Gyula (független)[11]
- 2019–2024: Klózer Gyula (független)[12]
- 2024– : Klózer Gyula (független)[1]

## Népesség
A település népességének változása:
| Lakosok száma | 711  | 703  | 703  | 697  | 689  | 631  | 627  | 632  |
|               | 2013 | 2014 | 2015 | 2019 | 2021 | 2022 | 2023 | 2024 |

A 2011-es népszámlálás során a lakosok 80,2%-a magyarnak, 7,5% cigánynak, 0,7% horvátnak, 0,8% németnek, 0,3% románnak mondta magát (19,8% nem nyilatkozott; a kettős identitások miatt a végösszeg nagyobb lehet 100%-nál). A vallási megoszlás a következő volt: római katolikus 49,4%, református 10,6%, evangélikus 0,1%, görögkatolikus 0,1%, felekezeten kívüli 14,1% (24,6% nem nyilatkozott).
2022-ben a lakosság 94,9%-a vallotta magát magyarnak, 9,5% cigánynak, 1,6% horvátnak, 1,3% németnek, 0,8% szlováknak, 2,1% egyéb, nem hazai nemzetiségűnek (4,3% nem nyilatkozott; a kettős identitások miatt a végösszeg nagyobb lehet 100%-nál). Vallásuk szerint 51,5% volt római katolikus, 9,7% református, 0,2% görög katolikus, 0,3% egyéb keresztény, 1,6% egyéb katolikus, 12,8% felekezeten kívüli (23,8% nem válaszolt).

## Nevezetességei
- Római katolikus templom
- Református templom
- Tájház
- Horgásztó

## Híres emberek
- Itt született 1894-ben Konrád Ignác festő- és szobrászművész.

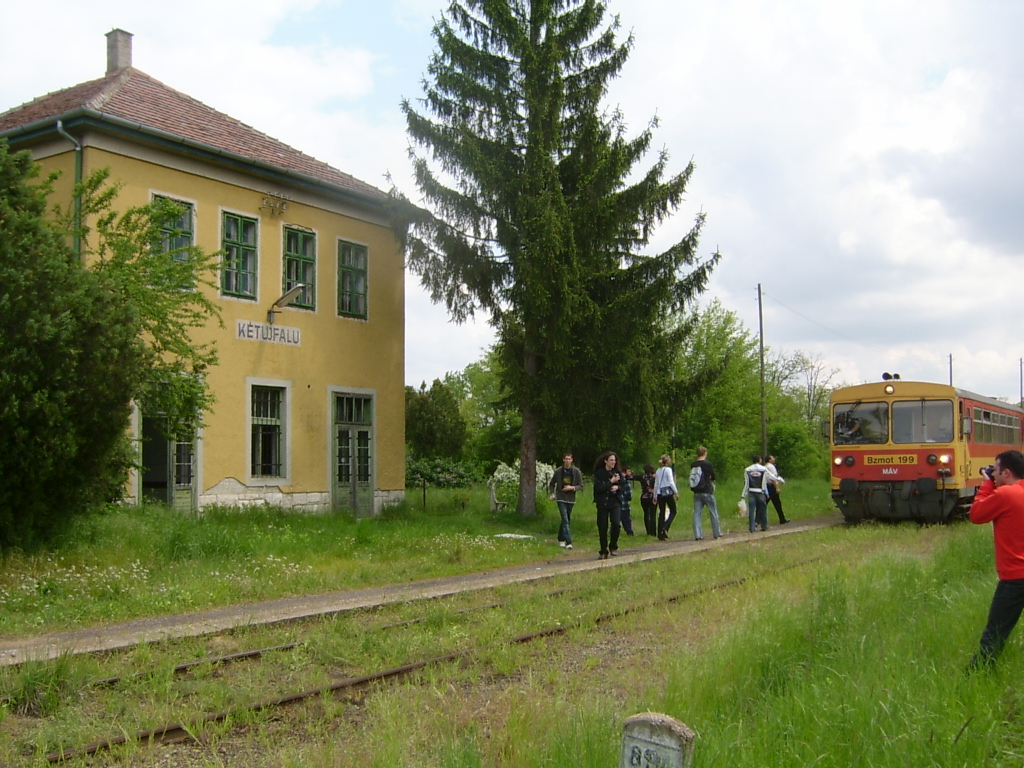
Kétújfalu megszűnt vasútállomása a Barcs–Villány-vasútvonalon